# San Miguel Comitlipa
San Miguel Comitlipa är en ort i Mexiko.   Den ligger i kommunen Xochihuehuetlán och delstaten Guerrero, i den sydöstra delen av landet, 170 km söder om huvudstaden Mexico City. San Miguel Comitlipa ligger 1 285 meter över havet och antalet invånare är 857.
Terrängen runt San Miguel Comitlipa är kuperad. Runt San Miguel Comitlipa är det ganska glesbefolkat, med 28 invånare per kvadratkilometer. Närmaste större samhälle är Xochihuehuetlán, 9,4 km sydost om San Miguel Comitlipa. I omgivningarna runt San Miguel Comitlipa växer huvudsakligen savannskog.